# Quote.com
Quote.com est un portail web anglophone d'information financière aux multiples versions nationales.

## Historique
Fondé en 1993, il est racheté par Lycos Inc en 1999.
Mais en 2006, son nouveau propriétaire est Interactive Data Corporation où il intègre eSignal[pas clair].